# Смит, Уилл
Уи́ллард Кэ́рролл (Уи́лл) Смит Второй (англ. Willard Carroll "Will" Smith II; род. 25 сентября 1968, Филадельфия, Пенсильвания, США) — американский актёр, режиссёр и хип-хоп-исполнитель. Лауреат премий «Оскар», BAFTA, Гильдии киноактёров США и «Золотой глобус», а также двух премий «Грэмми». В 2008 году Уилл Смит возглавил список Forbes самых высокооплачиваемых актёров Голливуда, заработав за год $80 млн. Смит стал первым актёром в истории Голливуда, чьи восемь картин подряд собрали в прокате более 100 млн долларов США каждый.
За роль Ричарда Уильямса в биографической спортивной драме «Король Ричард» (2021) получил премию «Оскар» за лучшую мужскую роль. На церемонии 2022 года, незадолго до победы, Смит дал пощёчину ведущему Крису Року после того, как Рок пошутил про жену Смита, Джаду Пинкетт-Смит. Скандальное событие получило широкое освещение в СМИ и критику поступка Уилла, что привело к его уходу из Академии вместе с запретом посещать все их мероприятия в течение десяти лет.

## Ранние годы
Уилл Смит родился 25 сентября 1968 года в Филадельфии, в семье среднего класса, жившей в хорошем районе. Его мать Кэролайн работала школьной учительницей, а отец Уиллард Кэрролл Смит-старший раньше служил в ВВС США и владел собственным холодильным бизнесом (умер в 2016 году). Его родители разошлись, когда Уиллу было 13 лет, но официально не разводились до 2000 года.

## Карьера
В Филадельфии Смит знакомится с музыкантом Джеффом Таунсом, с которым они в конце 1980-х годов получают широкую известность благодаря своему хип-хоп-дуэту DJ Jazzy Jeff & the Fresh Prince, ставший первым обладателем «Грэмми» за лучшее исполнение рэпа. Начиная с 1990 года исполнял главную роль в популярном телесериале «Принц из Беверли-Хиллз», где он, по сути, сыграл самого себя в юности. В эти ранние годы Уилл использовал сценический псевдоним Принц (из телесериала «Принц из Беверли-Хиллз»). Сериал имел огромный успех на протяжении шести лет (1990—1996).
В середине 1990-х годов карьера Уилла Смита как кумира подростковой публики изживала себя, однако актёр смог вернуть себе популярность, исполнив главную роль в боевике «Плохие парни» (1995). Бюджет картины составил всего лишь 23 миллиона долларов, однако именно этот фильм вернул былую известность Уиллу Смиту и его партнёру Мартину Лоуренсу. Чуть позже Orange News признал Уилла Смита и Мартина Лоуренса лучшей экранной парой полицейских. За этим последовали такие блокбастеры, как «День независимости» (1996) и «Люди в чёрном» (1997), музыкальная тема к которому в его исполнении возглавила британские чарты. В 1998 году на экраны вышел ещё один успешный боевик с участием Смита «Враг государства». В начале этого же года его композиция «Gettin' Jiggy wit It» (основанная на диско-хите Sister Sledge «He’s the Greatest Dancer») возглавила — Billboard Hot 100.

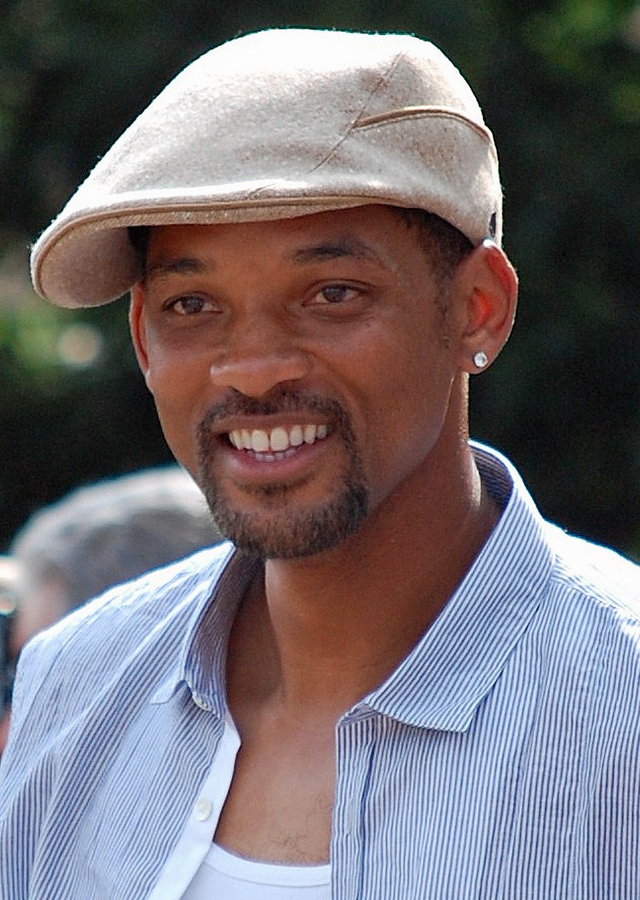
Смит на премьере фильма «Каратэ-пацан» в Далласе, Техас, май 2010 года

В конце 1990-х Уилл Смит отказался от главной роли в «Матрице», чтобы принять участие в ковбойской комедии «Дикий, дикий Запад». Фильм с треском провалился, однако звуковая дорожка к нему вновь возглавила американские чарты. Несмотря на провал фильма в прокате, Уилл никогда не жалел о своём решении, утверждая, что игра Киану Ривза в роли Нео была превосходной.
В начале 2000-х годов Смит сосредоточился на более серьёзных киноработах. Он изначально отказался от роли Мохаммеда Али в одноимённом байопике Майкла Манна, опасаясь сложности роли и потенциального негативного влияния на свою карьеру. Однако, после личной встречи с Али, который выразил желание, чтобы именно Уилл сыграл его, Смит согласился. За эту роль Смит был номинирован на «Оскар»; вторая его номинация на эту премию была в 2006 году. В 2002—2003 годах снялся в сиквелах «Люди в чёрном 2» и «Плохие парни 2». Через год Уилл снова предстал в образе полицейского — на этот раз в фильме «Я, робот». Также принимал участие в озвучивании мультфильма «Подводная братва». В 2005 году на экраны вышла комедия «Правила съёма: Метод Хитча», повествующая о хитром и ловком докторе-свате, который может заставить любую женщину в тебя влюбиться. Вместе со своим сыном Джейденом снимался в драме «В погоне за счастьем», основанной на мемуарах. В 2007 году сыграл главную роль в фильме «Я — легенда». В 2008 году снялся в фильме «Семь жизней», где сыграл Тима Томаса, и исполнил главную роль — супергероя-одиночки — в фильме «Хэнкок».
В мае 2012 года, после четырёхлетнего перерыва в карьере Смита, на экраны вышел триквел «Люди в чёрном 3». Фильм был неплохо оценён как простыми зрителями, так и кинокритиками, в отличие от предыдущей части. В следующем году вышел новый фильм М. Найта Шьямалана «После нашей эры», где главные роли вновь достались Уиллу Смиту и его сыну Джейдену. Фильм был разгромлен критиками и зрителями, а Уилл и Джейден удостоились антипремии «Золотая малина» за худший актёрский дуэт и худшую актёрскую игру.

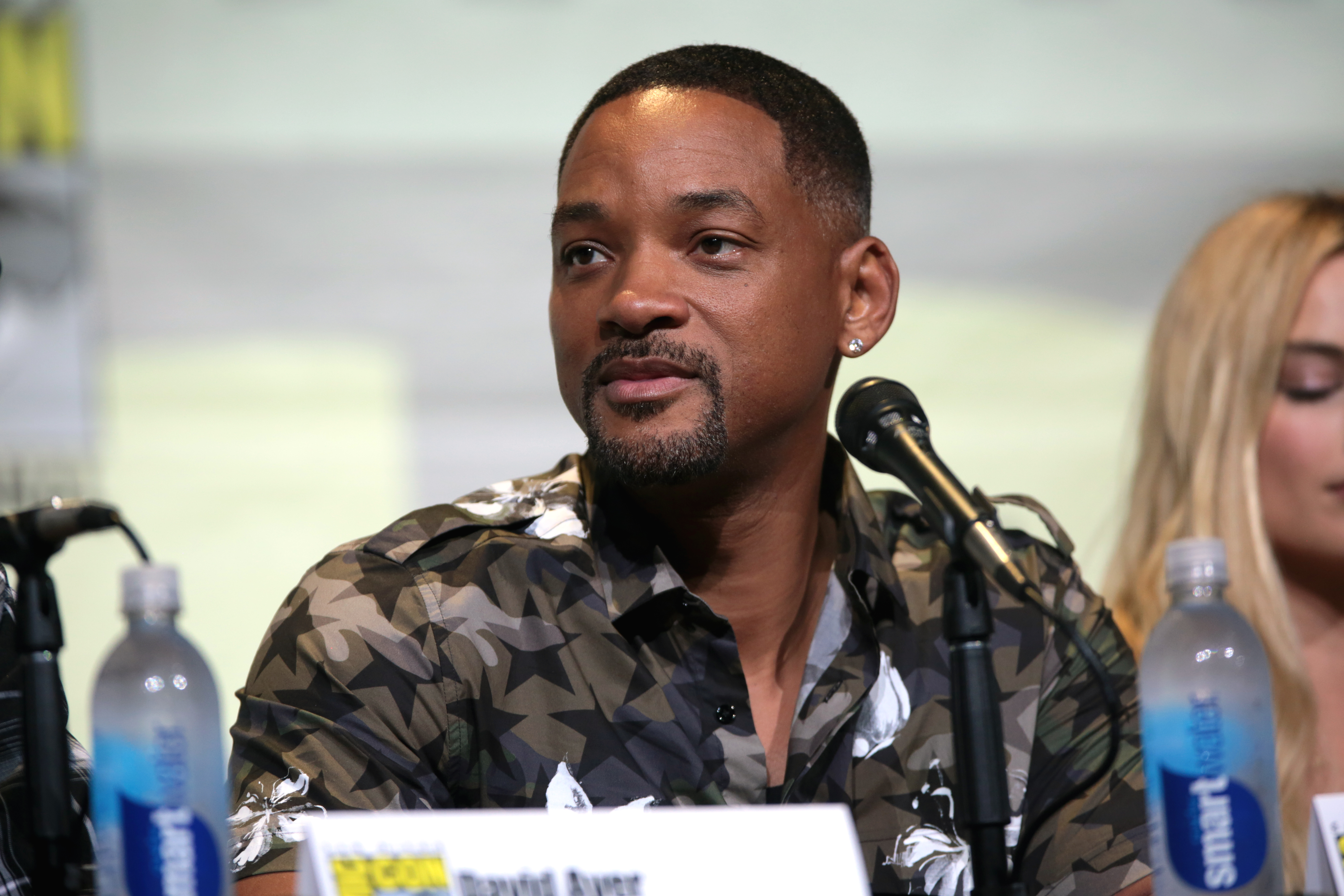
Смит на San Diego Comic Con, 2016 год

В 2016 году сыграл Дэдшота в супергеройском боевике «Отряд самоубийц». В том же году снялся в драме «Призрачная красота», сыграв главу нью-йоркского рекламного агентства, который впадает в глубокую депрессию после личной трагедии. Спустя неделю после подписания актёром контракта на съёмки в фильме у его отца нашли рак, от которого тот скончался в 2016 году.
21 января 2016 года Уилл Смит решил присоединиться к бойкоту премии «Оскар», который ранее объявила его жена Джада Пинкетт-Смит.
В 2019 году Смит сыграл Джинни (первоначально озвученного Робином Уильямсом) в адаптации 2019 года мультфильма «Аладдин», снятой Гаем Ричи. Он также участвовал в саундтреке, записав синглы: «Arabian Nights» (2019), «Friend Like Me» и «Prince Ali». «Аладдин» собрал в мировом прокате более 1 миллиарда долларов и стал самым кассовым фильмом Смита, превзойдя «День независимости».
В 2022 году актёр получил «Оскар» за лучшую мужскую роль — отца сестёр Уильямс в фильме «Король Ричард». В день вручения премии Смит вышел на сцену и дал пощёчину объявлявшему одну из предыдущих номинаций комику Крису Року после того, как Рок пошутил о бритой голове его жены Джады Пинкетт Смит со ссылкой на фильм «Солдат Джейн». В 2018 году у Пинкетт Смит диагностировали алопецию, и позже она сбрила волосы из-за этого. Затем Смит вернулся на своё место и дважды крикнул Року: «Держи имя моей жены подальше от своего грёбаного рта!». Позже ночью Смит был назван лучшим актёром за фильм «Король Ричард» и извинился перед Академией и другими номинантами в своей благодарственной речи. Его благодарственная речь, в которой он обратился к Богу, призывая Его делать «безумства» во имя любви, была охарактеризована британским журналом The Economist как «опасное, корыстное лицемерие», в котором также отмечалось, что он получил овации публики за свои комментарии. Рок отказался выдвигать обвинения против Смита. В июле 2022 года Смит записал пятиминутное видео, в котором вновь извинился перед ведущим церемонии, его матерью и семьей. В январе 2023 года только спустя десять месяцев после скандала на церемонии Уилл Смит получил первую роль — роль Джина в продолжении «Аладдина».

## Фильмография
| Год       |    | Русское название                    | Оригинальное название                           | Роль                                    |
| --------- | -- | ----------------------------------- | ----------------------------------------------- | --------------------------------------- |
| 1990      | с  | ABC Специально после школы          | ABC Afterschool Special                         | Хоукер                                  |
| 1990—1996 | с  | Принц из Беверли-Хиллз              | The Fresh Prince of Bel-Air                     | Уильям 'Уилл' Смит                      |
| 1992      | ф  | Плыви по течению                    | Where the Day Takes You                         | Мэнни                                   |
| 1993      | ф  | Сделано в Америке                   | Made in America                                 | Ти Кейк Уолтерс                         |
| 1993      | ф  | Шесть степеней отчуждения           | Six Degrees of Separation                       | Пол                                     |
| 1995      | ф  | Плохие парни                        | Bad Boys                                        | детектив Майк Лоури                     |
| 1995—2000 | мс | Сказочные истории для всех детей    | Happily Ever After: Fairy Tales for Every Child | Пиноккио                                |
| 1996      | ф  | День независимости                  | Independence Day                                | капитан Стивен Хиллер                   |
| 1997      | ф  | Люди в чёрном                       | Men in Black                                    | Джеймс Даррелл Эдвардс III / агент Джей |
| 1998      | ф  | Враг государства                    | Enemy of the State                              | Роберт Клэйтон Дин                      |
| 1999      | ф  | Дикий, дикий Запад                  | Wild Wild West                                  | капитан Джеймс «Джим» Вест              |
| 2000      | ф  | Легенда Багера Ванса                | The Legend of Bagger Vance                      | Багер Ванс                              |
| 2001      | ф  | Али                                 | Ali                                             | Мохаммед Али                            |
| 2002      | ф  | Люди в чёрном 2                     | Men in Black II                                 | Джеймс Даррелл Эдвардс III / агент Джей |
| 2003      | ф  | Плохие парни 2                      | Bad Boys II                                     | детектив Майк Лоури                     |
| 2003—2007 | с  | Всё о нас                           | All of Us                                       | Джонни                                  |
| 2004      | ф  | Я, робот                            | I, Robot                                        | детектив Дэл Спунер                     |
| 2004      | мф | Подводная братва                    | Shark Tale                                      | Оскар                                   |
| 2004      | ф  | Девушка из Джерси                   | Jersey Girl                                     | камео                                   |
| 2005      | ф  | Правила съёма: Метод Хитча          | Hitch                                           | Алекс «Хитч» Хитченс                    |
| 2006      | ф  | В погоне за счастьем                | The Pursuit of Happyness                        | Крис Гарднер                            |
| 2007      | ф  | Я — легенда                         | I Am Legend                                     | Роберт Невилл                           |
| 2008      | ф  | Хэнкок                              | Hancock                                         | Джон Хэнкок                             |
| 2008      | ф  | Семь жизней                         | Seven Pounds                                    | Тим Томас                               |
| 2012      | ф  | Люди в чёрном 3                     | Men in Black 3                                  | Джеймс Даррелл Эдвардс III / агент Джей |
| 2013      | ф  | После нашей эры                     | After Earth                                     | Сайфер Рэйдж                            |
| 2013      | ф  | Телеведущий 2: И снова здравствуйте | Anchorman 2: The Legend Continues               | камео                                   |
| 2014      | ф  | Любовь сквозь время                 | Winter’s Tale                                   | судья                                   |
| 2015      | ф  | Фокус                               | Focus                                           | Никки                                   |
| 2015      | ф  | Защитник                            | Concussion                                      | доктор Беннет Омалу                     |
| 2016      | ф  | Отряд самоубийц                     | Suicide Squad                                   | Флойд Лоутон / Дэдшот                   |
| 2016      | ф  | Призрачная красота                  | Collateral Beauty                               | Говард                                  |
| 2017      | ф  | Яркость                             | Bright                                          | Дэрил Уорд                              |
| 2019      | ф  | Аладдин                             | Aladdin                                         | Джинни                                  |
| 2019      | ф  | Гемини                              | Gemini Man                                      | Генри Броген / Джуниор                  |
| 2019      | мф | Камуфляж и шпионаж                  | Spies in Disguise                               | Ланс Стерлинг                           |
| 2020      | ф  | Плохие парни навсегда               | Bad Boys for Life                               | детектив Майк Лоури                     |
| 2021      | ф  | Король Ричард                       | King Richard                                    | Ричард Уильямс                          |
| 2021      | с  | Добро пожаловать на Землю           | Welcome to Earth                                | Играет сам себя                         |
| 2022      | ф  | Освобождение                        | Emancipation                                    | Питер                                   |
| 2024      | ф  | Плохие парни до конца               | Bad Boys: Ride or Die                           | детектив Майк Лоури                     |

## Личная жизнь
Смит со своей первой женой Шири Зампино (Флетчер) развёлся в 1995 году, прожив с ней три года (9 мая 1992 год — 10 декабря 1995). Его сын Уиллард Кристофер Смит III (Трей) остался с матерью, однако часто видится со своим отцом. Спустя два года, 31 декабря 1997 года, Смит женился на своей давней подруге Джаде Пинкетт. От Джады у Смита появилось двое детей: сын Джейден Смит (8 июля 1998 год) и дочь Уиллоу Смит (31 октября 2000 год). С дочкой он появился в картине «Я — легенда», а с сыном — в фильме «В погоне за счастьем» и «После нашей эры».

## Дискография
- Big Willie Style[англ.] (1997)
- Willennium[англ.] (1999)
- Born To Reign[англ.] (2002)
- Lost and Found[англ.] (2005)
- Based on a True Story (2025)[33]

## Награды и номинации
| Награды и номинации            | Награды и номинации | Награды и номинации                                              | Награды и номинации        | Награды и номинации |
| Награда                        | Год                 | Категория                                                        | Фильм                      | Результат           |
| ------------------------------ | ------------------- | ---------------------------------------------------------------- | -------------------------- | ------------------- |
| Оскар                          | 2002                | Лучшая мужская роль                                              | Али                        | Номинация           |
| Оскар                          | 2007                | Лучшая мужская роль                                              | В погоне за счастьем       | Номинация           |
| Оскар                          | 2022                | Лучшая мужская роль                                              | Король Ричард              | Победа              |
| Оскар                          | 2022                | Лучший фильм                                                     | Король Ричард              | Номинация           |
| BAFTA                          | 2022                | Лучшая мужская роль                                              | Король Ричард              | Победа              |
| Золотой глобус                 | 1993                | Лучшая мужская роль в телевизионном сериале — комедия или мюзикл | Принц из Беверли-Хиллз     | Номинация           |
| Золотой глобус                 | 1994                | Лучшая мужская роль в телевизионном сериале — комедия или мюзикл | Принц из Беверли-Хиллз     | Номинация           |
| Золотой глобус                 | 2002                | Лучшая мужская роль — драма                                      | Али                        | Номинация           |
| Золотой глобус                 | 2007                | Лучшая мужская роль — драма                                      | В погоне за счастьем       | Номинация           |
| Золотой глобус                 | 2016                | Лучшая мужская роль — драма                                      | Защитник                   | Номинация           |
| Золотой глобус                 | 2022                | Лучшая мужская роль — драма                                      | Король Ричард              | Победа              |
| Золотой глобус                 | 2022                | Лучший фильм — драма                                             | Король Ричард              | Номинация           |
| Премия Гильдии киноактёров США | 2007                | Лучшая мужская роль                                              | В погоне за счастьем       | Номинация           |
| Премия Гильдии киноактёров США | 2022                | Лучшая мужская роль                                              | Король Ричард              | Победа              |
| Премия Гильдии киноактёров США | 2022                | Лучший актёрский состав в игровом кино                           | Король Ричард              | Номинация           |
| Тони                           | 2010                | Лучший мюзикл                                                    | Фела                       | Номинация           |
| Прайм-таймовая премия «Эмми»   | 2021                | Лучший комедийный сериал                                         | Кобра Кай                  | Номинация           |
| Золотая малина                 | 2000                | Худшая песня к фильму                                            | Дикий, дикий Вест          | Победа              |
| Золотая малина                 | 2000                | Худший актёрский дуэт                                            | Дикий, дикий Вест          | Победа              |
| Золотая малина                 | 2014                | Худшая мужская роль второго плана                                | После нашей эры            | Победа              |
| Золотая малина                 | 2014                | Худший актёрский дуэт                                            | После нашей эры            | Победа              |
| Золотая малина                 | 2020                | Приз за восстановление репутации                                 | Аладдин                    | Номинация           |
| Золотая малина                 | 2022                | Приз за восстановление репутации                                 | Король Ричард              | Победа              |
| Премия Гильдии продюсеров США  | 2022                | Лучший театральный фильм                                         | Король Ричард              | Номинация           |
| MTV Movie Awards               | 1996                | Лучший экранный дуэт                                             | Плохие парни               | Номинация           |
| MTV Movie Awards               | 1997                | Лучший поцелуй                                                   | День независимости         | Победа              |
| MTV Movie Awards               | 1997                | Лучшая мужская роль                                              | День независимости         | Номинация           |
| MTV Movie Awards               | 1998                | Лучший экранный дуэт                                             | Люди в чёрном              | Номинация           |
| MTV Movie Awards               | 1998                | Лучшая комедийная роль                                           | Люди в чёрном              | Номинация           |
| MTV Movie Awards               | 1998                | Лучший бой                                                       | Люди в чёрном              | Победа              |
| MTV Movie Awards               | 1998                | Лучшая песня                                                     | Люди в чёрном              | Победа              |
| MTV Movie Awards               | 1999                | Лучшая мужская роль                                              | Враг государства           | Номинация           |
| MTV Movie Awards               | 2002                | Лучшая мужская роль                                              | Али                        | Победа              |
| MTV Movie Awards               | 2004                | Лучшая экранная команда                                          | Плохие парни 2             | Номинация           |
| MTV Movie Awards               | 2005                | Лучшая комедийная роль                                           | Правила съёма: Метод Хитча | Номинация           |
| MTV Movie Awards               | 2005                | Лучшая мужская роль                                              | Правила съёма: Метод Хитча | Номинация           |
| MTV Movie Awards               | 2007                | Лучшая мужская роль                                              | В погоне за счастьем       | Номинация           |